# Challengers of the Unknown
Challengers of the Unknown è un gruppo di personaggi immaginari dei fumetti pubblicati negli Stati Uniti d'America dalla DC Comics. Il gruppo è protagonista di storie di genere fantascientifico con elementi paranormali. L'origine dei personaggi è incerta ma varie fonti attribuiscono a Jack Kirby la sua ideazione, insieme allo scrittore Dave Wood o a Joe Simon. Trame delle prime storie furono spesso accreditate a Dick e Dave Wood, due fratelli che scrissero altro materiale illustrato da Kirby, come la striscia Sky Masters of the Space Force; ma anche altri affermarono che Kirby creò da solo questi personaggi, o almeno al fianco del suo ex collega Joe Simon. Le storie erano piene di strane minacce, scazzottate, veicoli e articoli selvaggi, luoghi spettacolari, audaci vie di fuga e senso dell'umorismo. Il gruppo è stato protagonista di una serie a fumetti omonima pubblicata dalla DC Comics dal 1958. Dopo la conclusione della serie, la DC ha riutilizzato i personaggi in diverse incarnazioni nel corso degli anni. Kirby e Stan Lee si ispirarono a questo gruppo per creare i Fantastici Quattro.

## Storia editoriale
Nel 1957 nell'ambiente dei fumetti si cercavano nuovi contenuti. A causa di fattori come il libro Seduction of the Innocent di Fredric Wertham e la Sottocommissione del Senato degli Stati Uniti sulla delinquenza giovanile, i fumetti sui supereroi scomparvero quasi del tutto tra il 1949 e la metà degli anni cinquanta. Il rinnovamento di Flash visto come il motore che ridiede la popolarità ai supereroi, fu pubblicato appena 4 mesi prima, in Showcase n. 4. Una squadra di noti avventurieri con echi della fanteria della seconda guerra mondiale erano un'idea perfetta. Il gruppo debuttò in Showcase n. 6 (febbraio 1957).
L'ispirazione per i fumetti dei Challengers derivarono da alcuni film da drive-in a proposito di apneisti, piloti collaudatori, scalatori di montagne, pugili ed altre avventure. Il nome del gruppo potrebbe essere derivato solo da un fumetto horror degli anni cinquanta in Ace Magazine, Challenge of the Unknown.
La serie continuò in Showcase per altri tre numeri (n. 7, n. 11 e n. 12) per poi muoversi ad un proprio fumetto, considerato tra i più noti di Kirby di quel periodo. Dopo un totale di 12 numeri, Kirby passò oltre, anche se il fumetto continuò fino al n. 75, seguito da due ristampe. I Challengers vennero cancellati con il n. 77 nel 1971. Nel 1973, vennero fuori altri tre numeri ristampati (numeri da 78 a 80).
In un revival di breve durata nel 1977, i Challengers erano ancora una squadra di quattro uomini e una donna. Ritornarono prima in Super-Team Family n. da 8 a 10, prima di ritornare al loro vecchio fumetto con il n. 81. Durante questo periodo, furono raggiunti da Deadman e Swamp Thing, e June Robbins ottenne un'uniforme e lo status di membro ufficiale. Non fu data nessuna spiegazione per la partenza di Corinna Stark, né per l'adesione di June alla squadra.
Il fumetto venne cancellato con il n. 87 nel 1978. Adventures Comics Digest n. da 493 a 497 (1982) vide la versione integrale dell'origine della squadra.
I Challengers ritornarono in una serie limitata, Challengers of the Unknown vol. 2 (1991), dello scrittore Jeph Loeb e dell'artista Tim Sale. Ebbe una durata di 8 numeri e fu ristampata in edizione tascabile come Challengers of the Unknown Must Die! (2004). Loeb sperò in una serie mensile, e pianificò almeno una seconda serie limitata, al fine di ricostituire la giovinezza dei protagonisti e il loro eroismo, ma nessun volume venne realizzato.
Nel 2000, la DC pubblicò un'auto conclusivo, Silver Age: Challengers of the Unknown, creato in stile del fumetto originale dei Challengers della Silver Age.

### Countdown
Sollecitazioni pre-pubblicazione per vari collegamenti a Countdown si riferirono al gruppo formato da Donna Troy, Jason Todd, Kyle Rayner e "Bob" (un Monitor "purista" rinnegato e malvagio) come ai "Challengers From Beyond". Questo gruppo andò alla ricerca attraverso il nuovo multiverso al fine di trovare Ray Palmer, che Bob affermò essere essenziale per la sopravvivenza dell'universo. Infine, gli eroi della Terra furono traditi da Bob, che cercò di uccidere Ray Palmer, piuttosto che proteggerlo o assicurarsi il suo aiuto. Palmer, Troy, Todd e Rayner si ritrovarono coinvolti in una guerra tra i Monitor e le forze del Monarca. Successivamente viaggiarono su Apokolips dove si allearono con Jimmy Olsen, Foraggiere, Karate Kid e Triplicate Girl. Dopo essere ritornati sulla Terra, Troy, Rayner, Foraggiere e Palmer decisero di formare ancora una volta una squadra. Viaggiarono fino al quartier generale dei Monitor, dove informarono gli esseri scioccati che loro avrebbero vegliato su di essi come una specie di guardie di confine interdimensionali.

### The Brave and The Bold
Il rinnovamento del 2007 della serie The Brave and The Bold presentò significanti storie coinvolgenti i Challengers. In esso, Destino degli Endless rivelò a Supergirl e a Lobo che il suo libro, Il Libro del Destino, una specie di "Bibbia" enormemente antica ed onnisciente conteneva la registrazione del passato, il presente, e cosa più importante, il futuro di ogni singolo essere vivente, facendo di sé un artefatto pericoloso e ricercato, cambiò poiché vi comparirono degli uomini già esistiti, ma che non erano registrati nel libro, e le loro azioni non documentate rendevano il libro inaffidabile. Destino gettò via il suo libro, aspettandosi che questi uomini lo ritrovassero e ne divenissero i custodi appropriati, ma questo finì per cadere sul pianeta Rann, dove venne utilizzato dai "Lucky Lords", in quanto dato che il libro mostrava anche il futuro, utilizzarono tali informazioni per alterare il proprio avvenire per i propri fini. Il libro fu infine ritrovato da Batman e Lanterna Verde, con l'aiuto dei Challengers, che divennero i rimpiazzi del custode passato del libro, poiché, come si seppe più avanti, erano gli unici uomini non registrati nel libro. Questo sviluppo venne spiegato da Batman, che affermò che i Challengers sarebbero dovuti morire in un incidente aereo, un incidente da cui nessuno si sarebbe dovuto salvare. Ingannando la morte, alterarono i propri destini, rimuovendo sé stessi dal libro e divenendo così responsabili di alterazioni minori del libro nel corso del tempo. Dopo questa rivelazione, fu spiegato ai Challengers che "stavano vivendo del tempo dato loro in prestito...".
Dopo questa storia, il libro rimase nelle mani dei Challengers, che lo lessero, e alcuni dei membri della squadra cominciarono ad esserne ossessionati. In particolare, lo utilizzarono per monitorare gli spostamenti dell'alchimista Megistus, che stava raccogliendo una grande quantità di reliquie e oggetti rari; tra questi vi erano il Cerchio di Ra, l'H-Dial, la Pietra Filosofale, gli eroi Metamorpho e Firestorm, numerose carte stellari antiche e la Batteria del Potere di Lanterna Verde. Dopo aver saputo di ciò, si scontrarono con il Warlock di Ys nella Montagna dei Challengers quando questi inavvertitamente si manifestò dalle pagine del Libro del Destino e lo utilizzò per formare uno scudo indurito per sé e per l'alchimista, quando infine decise di impadronirsi della Batteria della Base Aerea di Edward. In questa battaglia, Megistus utilizzò il corpo di Metamorpho, che era sotto il suo potere, per duellare contro i Challengers. June li accompagnò alla base solare di Megistus, e fu essenziale nello sconvolgimento dei piani dell'alchimista di fondere la Terra con la nube irradiata di energia cosmica che creò la kryptonite rossa, al fine di proteggerla dalla Crisi Finale che tramutò l'umanità. Tuttavia, il trionfo di June la fece svanire in un'esplosione. I Challengers presunsero che fosse morta, finché Destino non venne a reclamare il suo libro, al cui punto lo pregarono di far dare loro un'ultima occhiata per constatare il destino di June. Tuttavia, fu mostrato che l'esplosione che la portò via, in realtà cancellò la sua presenza dal Libro del Destino, e anche se era scomparsa, anche lei aveva ingannato la morte come i suoi compagni e così era, di fatto, viva da qualche altra parte. I Challengers si mossero alla sua ricerca, ora convinti che anche lei fosse un membro dei Challengers of the Unknown.
Leslie "Rocky" Davis comparve regolarmente nella nuova serie Doom Patrol, in cui funge da consulente per i membri della squadra, e risiede sull'Isola Oolong. Non è chiaro se ciò è correlato alla promessa dei Challengers di ritrovare June.

### Versioni alternative
La DC pubblicò altre due serie, sempre intitolate Challengers of the Unknown, con all'interno sempre il concetto originale dei Challengers, combinato però con un nuovo set di personaggi.
I Challengers furono rinnovati dallo scrittore Steven Grant nel vol. 3 (1997), che ebbe un gruppo di personaggi totalmente nuovi e fu una delle quattro serie che diedero inizio al gruppo di fumetti di Weirdoverse. Questa serie durò 18 numeri, fino al 1998.
Un altro rinnovamento avvenne per mano di Howard Chaykin in una miniserie di sei numeri (vol. 4, 2004/2005). Questa serie ebbe un nuovo gruppo di personaggi. Fu collezionata in un'edizione tascabile dal titolo Challengers of the Unknown: Stolen Moments, Borrowed Time.

## Biografie dei personaggi
Quando quattro avventurieri sopravvissero ad uno schianto aereo del tutto illesi, conclusero che, dato che stavano "vivendo del tempo in prestito", avrebbero dovuto stare insieme per vivere delle avventure pericolose. I quattro - il pilota Kyle "Ace" Morgan, il diavolo Matthew "Red" Ryan, il forte e ottuso Leslie "Rocky" Davis e lo scienziato Walter Mark "Prof" Haley - divennero i Challengers of the Unknown.
Divenuti presto famosi, i Challengers accettarono molte "sfide ignote" dal Pentagono, scienziati pazzi, e persone con problemi. Nel corso degli anni, i "Challs" stabilirono la scavata Montagna dei Challengers come quartier generale. Successivamente adottarono il logo di una clessidra per simbolizzare il tempo che vola via. Incontrarono i geni, ladri comuni e sofisticati, i roc, alieni e robot buoni e cattivi. Le loro avventure presto virarono verso il supereroismo, e prese in esso ogni cosa dall'occulto, fino al mistero del Triangolo delle Bermuda. I Challengers viaggiarono nello spazio, nel tempo e in altre dimensioni. Incontrarono la Doom Patrol, Deadman, Swamp Thing, Johnny Double e i Sea Devils, al cui fianco combatterono contro il gruppo criminale Scorpio. June Robbins, un genio del computer ed un'archeologa, si unì ai Challengers in numerose avventure come Challenger onorario.
Quando Red venne ucciso, un rock star adolescente/genio del computer immediatamente giurò vendetta contro i membri rimanenti della squadra. "Tino Mannary" si rivelò essere Martin Ryan, il fratello di Red, che incolpò la squadra della sua morte. Red infine ritornò; anche se saltò in aria, gli fu somministrato della Luce Liquida con proprietà cambia-forma e fu colto da amnesia, ma fu quasi in grado di conquistare il Pacifico nei panni del dio Tiki.
Con le avventure divenute sempre più occulte, il fratello di Red, Tino, divenne cieco. Red donò uno dei suoi occhi a suo fratello e indossò una mascherina. Infine, Red ebbe un trapianto di occhio. Prof fu posseduto da uno spirito malvagio e fu colpito da uno sparo effettuato da un criminale. Mentre era in convalescenza, Corinna Stark, una bionda misteriosa con conoscenze mistiche, si auto invitò nel gruppo. I Challengers combatterono occulti mostri-alieni in villaggi dietro dei boschi e sogni oscuri, e Rocky e Red si combatterono per le attenzioni di Corinna.
I Challengers furono vicino al pensionamento, la loro montagna divenne un parco a tema e le loro avventure furono ignorate come articoli da cucina sul tabloid The Tattletale. La città vicina si rinominò Challengerville, sperando di svilupparsi bene intorno al nome del gruppo. Un'entità cosmica, che pensava orgogliosamente a sé stessa come "l'impersonificazione del puro male", influenzò Multi-Man perché spaccasse la montagna. La città venne distrutta e migliaia di persone morirono, inclusi, si pensa, anche Prof e June. I Challengers sopravvissuti furono sottoposti ad un processo, ma infine scagionati grazie all'intervento di Superman. Tuttavia, fu loro ordinato di sciogliersi.
Il reporter di un tabloid, Moffet, finì per essere coinvolto nella squadra dopo numerosi incidenti inspiegati. Moffet cominciò a mettere insieme molti presunti massacri non correlati. Red divenne violento, un vigilante e un mercenario. Ace divenne un mistico confuso, perdendo i suoi nuovi amici a causa della sua inattenzione e della sua incompetenza. Rocky si perse in una vita di lussuria e finì per essere internato in un manicomio.
Infine, i tre si riunirono, e con l'aiuto di Moffet, trovarono uno strano portale vicino a quella che un tempo era Challengerville. Scoprirono Prof e June, incinta, "viva" in una strana "zona fantasma". Ne uscì un demone oscuro che si confrontò con loro, e la battaglia finale giunse a Moffet e a una bomba al neutrone. La decisione di attaccare fu letteralmente presa fuori mano da Multi-Man, che si sacrificò per distruggere il demone.
"I Nuovi Challengers of the Unknown", inclusi gli spettrali Prof e June, furono di nuovo pronti ad assumersi la responsabilità di nuove minacce, questa volta agli oscuri angoli del mondo.
Successivamente, quattro nuovi Challengers perseguirono degli orrori in stile X-Files. Questi sono Clay Brody, autista nella gara NASCAR; Brenda Ruskin, fisico; Kenn Kawa, disegnatore radicale di giochi; e Marlon Corben, pilota commerciale, che sopravvissero ad un incidente aereo. I quattro fermarono dei riti sacrificali, zombie drogati, fantasmi vendicativi, culti amazzoni, mostri tratti dai racconti di H. P. Lovecraft, suicidi di massa, il ronzio degli edifici e altre stranezze. Furono consigliati da Rocky Davis, più vecchio, con i capelli grigi e da solo. Si rivelò infine che i Challengers originali furono dematerializzati dal raggio lanciato dall'arma di uno scienziato pazzo. Lo stesso raggio che causò lo schianto dell'aeroplano, così come per gli altri. Presto ricomparvero i vecchi "Challs", e aiutarono quelli nuovi a sconfiggere il pazzo, per poi venire dimenticati (meno un Rocky ferito) al fine di arrestare la fuga di un campo di Tesla. I nuovi Challengers fecero voto di continuare a combattere.
Superboy scoprì i Challengers mancanti - Ace, Red, Prof e June - nell'Iper-tempo. La squadra stava combattendo una guerra contro Black Zero (una variante di Superboy). Con la sconfitta di Black Zero, il gruppo ritornò sulla Terra, ma perse Red ungo la strada. Riuniti con Rocky a Metropolis, e ospitati da Rip Hunter, i Challengers originali vollero ispezionare l'Iper-tempo, "l'ignoto più grande", per ritrovare Red.
Due Challengers presero parte alla Crisi infinita. Rocky Davis e Prof Haley aiutarono a frenare l'evasione di massa dei prigionieri dal Penitenziario di Blackgate. Rocky combatté nella Battaglia di Metropolis. Fu uno dei molti di eroi che combatterono l'armata avversaria della Società segreta dei supercriminali. La Società venne infine sconfitta.
Più avanti, in un mondo senza supereroi, un blogger, un artista hip-hop, un eco-terrorista, e altri due scoprirono che furono geneticamente potenziati e programmati via chip per divenire dei pedoni dell'Egemonia, una cabala di miliardari che fuggirono segretamente da quel mondo. Fatti schiavi sulla base lunare, tre Challengers fecero saltare la base, fuggirono sulla Terra, e dichiararono guerra all'Egemonia finché il loro "tempo in prestito" non terminò.

## Altre versioni
I Challengers ebbero un cameo nella miniserie Conjurers della Elseworlds, ambientato in un Universo DC alternativo dove la magia era parte della società della linea temporale principale. Questi sono i Challengers del vol. 3, a cui però furono dati i soprannomi degli originali: Kenn è "Prof", Clay è "Rocky", Brenda è "Red" e Marlon è "Ace" (dato che Kenn viene sempre mostrato come il più "mistico" dei nuovi Challengers, è naturale che sia lui "Prof" nell'universo magico, piuttosto che Brenda, la scienziata del gruppo).
Durante il viaggio di Superboy nell'Iper-Tempo, di cui sopra, egli visitò per un attimo uno dei mondi di Elseworld in cui i Challengers erano lui stesso, il Guardiano e Dubbilex. La June che giunse nell'Universo DC alla fine di questa storia è anche una controparte della Elseworld, derivante da un universo dove fu un membro originale e fondatore della squadra. Si pensa che fu scambiata con la June della linea temporale principale quando fu incastrata tra le energie dell'Iper-tempo.
I Challengers ebbero anche una breve comparsa in JLA: Another Nail (quando tutti i periodi temporali si fusero insieme) e in Adventures of Superman Annual n. 7 (come parte della forza d'attacco di eroi senza super poteri).
Comparvero in un ruolo più centrato nella miniserie DC: La nuova frontiera di Darwyn Cooke (2003-2004). Numerosi membri furono essenziali in diverse battaglie contro altrettante minacce che accaddero nel corso della serie.
Nella serie crossover della Amalgam Comics del 1996, i Challengers si fusero con i Fantastici Quattro della Marvel Comics, per formare i Challengers of the Fantastic.

## Avversari
I Challengers of the Unknown affrontarono una vasta gamma di avversari e criminali:
- Albom -
- Amenothoth - Un antico criminale egizio.
- Burt Langdon - Un criminale che gareggiò contro i Challengers of the Unknown al fine di ottenere il dispositivo mortale di uno stregone.
- Chang - Un genio asiatico.
- Chopper -
- Dakyab - Un tiranno alieno.
- Dane Cary - Un criminale che era in procinto di sabotare la prima dell'ultimo film di Connie Baylor.
- Darius Tiko - Uno scienziato che scoprì un tubo temporale che gli permetteva di viaggiare sia nel passato che nel futuro.
- Dekkar - Un criminale che una volta utilizzò una macchina per rubare i ricordi dei Challengers of the Unknown.
- Dimension-Man -
  - Iron Dictator -
- Dr. Edward Gruner - Uno scienziato che creò un clone artificiale di Volcano Man.
- Dr. Fenton - Uno scienziato che una volta rapì June Robbins.
- Dr. Heathcliff Monroe - Uno scienziato che venerava M'nagaleh.
- Dr. Heller - Un neofascista che i Challengers of the Unknown incontrarono su un'isola deserta.
  - Col. Takawa - Uno scagnozzo del Dr. Heller.
- Dr. Manning - Uno scienziato che finì per trasformarsi in gigantesco uomo delle caverne super forte e furioso.
- FX-1 - Un robot che divenne indipendente e che cominciò una serie di omicidi quando fu colpito da un fulmine.
- Gargoyle - "Gary Doyle" un criminale scala muri che incontrò una ragazza cieca e che volle pagare un'operazione per restituirle la vista in tutti i modi possibili.
- Gas Master -
- General Tolek - Un tiranno che guidò la sua razza ad un'invasione verso la Terra.
- Gurk - un criminale collezionista che una volta assunse Multi-Man perché lo aiutasse a ritrovare i tre pezzi di una statua d'oro raffigurante una tartaruga.
- Halanka -
- Hillary Mycroft - Un criminale che cercò di rimettere insieme l'apparato di uno stregone.
- J'Kal -
- Jacquard - Un criminale che una volta sfidò i the Challengers of the Unknown.
- Karnak - Un criminale che utilizzò delle pozioni per creare dei mostri.
- Kleeg -
- Korba - Un "uomo senza paese" che schiavizzava le persone su un'isola al fine di creare un suo "mondo".
- Krager -
- Kubagy - Un criminale alieno giunto sulla Terra per rubare il cloro così da potenziare il suo robot.
- League of Challenge-Haters - Un gruppo di nemici che si scontrarono contro i Challengers of the Unknown prima di unirsi al loro gruppo.
  - Brainex -
  - Drabny - Un criminale che rubava le invenzioni del futuro al fine di impadronirsi del presente. Fu infine un membro della League of Challenge-Haters.
  - Kra - Un robot tiranno che schiavizzò il pianeta Zuna. Fu infine un membro della League of Challenge-Haters.
  - Multi-Man - Un super criminale che ottiene una forma diversa ogni volta che muore. Fu infine un membro della League of Challenge-Haters.
  - Multi-Woman - Un gigantesco robot creato da Multi-Man. Una sua successiva versione comparve successivamente come membro della League of Challenge-Haters.
  - Villo - Il "criminale più malvagio del mondo".
  - Volcano Man - Un mostro di lava. Fu infine un membro della League of Challenge-Haters.
- Legion of the Weird -
  - Count Karnak -
  - Hordred -
  - Kaftu -
  - Madoga -
  - Vera Wycker -
- Malvolio - Un criminale che possiede un genio di nome Ahmed.
- Manfredo -
- Mastermind - Un criminale alieno che ingannò Cosmo perché pensasse che i Challengers of the Unknown fossero i suoi nemici.
- Morlean - Uno stregone; fu il primo criminale incontrato dai Challengers of the Unknown.
- Mr. Dimension - Un vagabondi che incappò in un'arma dimensionale che fu gettata da una nave temporale.
- Mr. Murlin - Un alchimista che diffuse una piaga che tramutò gli umani comuni in violenti zombie.
- Mr. Tic-Tac-Toe - Il Dr. Bradford è un criminale che utilizza delle trappole nella forma del gioco del Tris.
- Neutro - Starrett un criminale che tramuta gli elementi.
- Olan Tagorian - Un criminale scienziato le cui macchine possono teleportare i mostri da un'altra dimensione.
- Ooze - Killer Stark fu accidentalmente cambiato in Ooze durante il suo incontro con i Challengers of the Unknown.
- Power Man - Un criminale assorbi energia.
- Quadruple Man -
- Raymond - Un robot donato come regalo ai Challengers of the Unknown, con scopi del tutto diversi.
- Roc - Un criminale che ottenne una macchina che rende la possibile cambiare la materia con il pensiero.
- Roney - Un criminale che ottenne una pietra che gli permette di controllare due creature.
- Seekeenakee - Un "dio" incarnato in roccia i cui adoratori vogliono conquistare il mondo. Non era altro che l'aspetto trasformato di Red Ryan.
- Seth Gross - Un mago malvagio.
- Sir Rodford - Un criminale che vive in un mondo all'interno di un miraggio.
- Suboku - Un alieno che ingannò i Challengers of the Unknown che lo avrebbero aiutato nella sua invasione.
- Tartan - Un direttore di circo alieno che una volta catturò i Challengers of the Unknown per il suo circo intergalattico.
- Torbert - Un criminale che rubò una "vita liquida" da un faraone vecchio un'epoca.
- Tukamenon - Un'antica mummia che combatté contro i Challengers of Evil per conto della Legion of the Weird.
- Ultivac - Un gigantesco computer robot che fu costruito da un ex scienziato Nazista.
- Wizard Welles - Un criminale che una volta allargò il cranio di Rocky.
- Zardok - Un criminale mistico che ottenne i poteri di controllo sulla materia da un meteorite.
- Zarxes - Un criminale dimensionale che volle conquistare la Terra.
- Zog - Un criminale alieno.

## Altri media

### Cinema
- I Challengers of the Unknown comparvero nel film animato Justice League: The New Frontier (2008). In particolare Ace Morgan (doppiato in originale dall'attore John Heard) venne messo in evidenza. Fu una specie di mentore di Hal Jordan. Il Professor Haley si trova all'incontro dove ci furono lui, l'Agente Faraday, Ace Morgan e il Dottor Will Magnus. Anche "Red" Ryan, la Dr. June Robbins e "Rocky" Davis furono presenti durante la battaglia e alla fine del film.
- Il gruppo appare in diversi camei nel film Teen Titans Go! - Il film (2017), in questa apparizione il nome del gruppo è stato tradotto in italiano come Sfidanti dell'Ignoto.

### Televisione
- I costumi indossati dai lavoratori della Torre di Guardia nella serie animata Justice League Unlimited, sono molto simili alle classiche uniformi indossate dai Challengers of the Unknown.
- I Challengers of the Unknown comparvero nell'episodio "Revenge of the Reach" della serie animata Batman: The Brave and the Bold. Tutti e quattro andarono sulla Dinosaur Island e investigarono su un meteorite che vi cadde. Batman li aiutò a sconfiggere uno dei ragni giganti che viveva sull'isola. Furono poi attaccati da un gruppo di Starro dopo che Batman se ne andò. Nell'episodio "The Siege of Starro" pt. 1, i Challengers furono tra i supereroi che finirono sotto il controllo degli Starro quando aiutarono involontariamente la loro invasione.

### Narrativa
Nel 1977, l'autore Ron Goulart scrisse la storia Challengers of the Unknown come parte di un esperimento della DC in nuova sede. I quattro originali e June Robbins andarono in Sud America per investigare sul mostro del lago, Zarpa. Mentre lavoravano al caso, incontrarono dei giovani uomini con dei vecchi tatuaggi nazisti, antichi culti alieni, un castello nel deserto, un cane robotico e una bomba nella cassa di un piano.

## Riconoscimenti
La serie scritta tra gli anni cinquanta e sessanta vinse l'Alley Award per il Miglior Fumetto su un Gruppo Senza Super Poteri e Miglior Avventura di un Gruppo Normale.

## Raccolte in volume
La DC ristampo le prime storie dei Challengers, inclusa la serie di Kirby, in due copertine rigide di DC Archives e un'edizione tascabile bianca e nera di Showcase Presents:
- Challengers of the Unknown Archive n. 1 (contiene Showcase n. 6 e 7, n. 11 e 12, Challengers n. 1 e 2, 157 pagine, agosto 2003, ISBN 1-56389-997-3)[14].
- Challengers of the Unknown Archive n. 2 (contiene Challengers n. da 3 a 8, 168 pagine, novembre 2004, ISBN 1-4012-0153-9)[15].
- Showcase Presents Challengers of the Unknown Volume 1 (contiene Showcase n. 6 e 7, n. 11 e 12, Challengers n. da 1 a 17, 540 pagine, settembre 2006, ISBN 1-4012-1087-2)[16]
- Showcase Presents Challengers of the Unknown: Volume 2 (contiene Challengers n. da 18 a 37, 528 pagine, maggio 2008, ISBN 1-4012-1725-7)[17]

La miniserie firmata Loeb-Sale fu ristampata come edizione tascabile, Challengers of the Unknown Must Die! (dicembre 2004), ISBN 1-4012-0374-4, come anche la mini-series di Chaykin (marzo 2006, ISBN 1-4012-0941-6).